# Челіо (район)

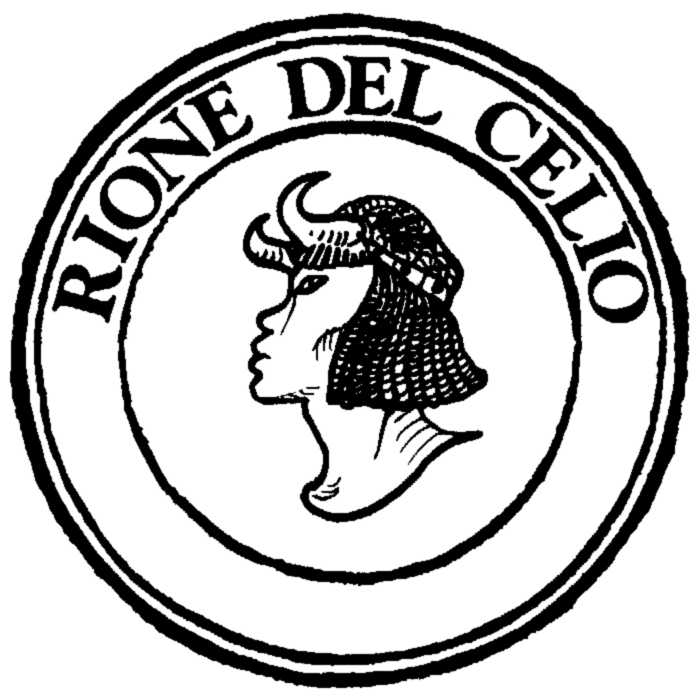
Герб Челіо

Челіо (італ. Celio) — XIX район (Rione) Рима. Включає в себе один із семи римський пагорбів — Целій.

## Історія
Район виділено у 1921 році із рійону Кампітеллі.

## Герб
Гербом району став бюст африканця з прикрасами на голові знайденого на Via Capo d'Africa у цьому районі.

## Визначні монументи
- Арка Констянтина
- Колізей
- Ворота святого Себастьяна
- Порта Латіна

## Церкви
- Санті Куаттро Коронаті
- Санта Марія ін Домініка
- Сан Джованні а Порта Латіна